# Хореја
Хореја (од грчке речи χορεια - плес) је неуролошки поремећај који се карактерише насумичним, континуираним  брзим невољним покретима у будном стању (који потсећају на плес) и утичу на цело тело. Ово често укључује лице и језик, док су симптоми у рукама и ногама  често израженији на једној страни тела, нпр.само у десној руци и тада носе назив хемихореја.

## Етиологија
Хореја се може јавити у различитим стањима и поремећајима:
- Хантингтонова болест ( неуролошки поремећај ). најпознатији узрок хореје. То је ретка болест, која погађа само једну од 10.000 до 20.000 људи. Разликује се од других стања која изазивају хореју јер је неизлечива и на крају доводи до смрти.
- Реуматска грозница, која код адолесцената у око 20% случајева развијаја Сиденхамову хореју као компликацију.
- Хореја у трудноћи, је ретка врста хореје која је компликација трудноће.
- Хореју могу изазвати и лекови (леводопа, антиконвулзиви, антипсихотици),
- Метаболички поремећаји, ендокрине болести и мождани удар.
- Вилсонова болест, генетска болест која доводи до токсичних нивоа бакра у телу.
- Неуроакантоцитоза, генетска болест која може утицати на крв, мозак, периферне нерве, мишиће и срце. Уобичајене карактеристике укључују периферну неуропатију, кардиомиопатију и хемолитичку анемију. Остале карактеристике укључују хореју удова, тикове на лицу, друге оралне покрете (усне и језик, гризење), нападе, касну деменцију и промене понашања.
- Може бити повезано са хипотонијом, коју карактерише смањена мишићна снага.

## Клиничка слика
Хореју карактеришу кратки, неправилни полувољни насумични покрети који се не понављају нити су ритмични. Покрети хореје се често јављају са атетозом, што додаје покрете увртања и увијања. Ходање може постати тешко и укључује незгодне положаје и покрете ногу. 
За разлику од атаксије , која утиче на квалитет вољних покрета, или паркинсонизма, који је препрека вољним покретима, покрети у хореји настају спонтано, без свесног напора. Дакле, за хореју се каже да је хиперкинезија поремећених покрета. 
Ко тешког облика хореје покрети се јављају тако да се чини да особа млатара, овај облик тешке хореје се назива бализам.

## Дијагноза
Дјагноза хореје поставља се на основу анамнезе, посматрања симптома.тестовима крви и имиџинг тестовима (компјутеризована томографија или магнетна резонантна томографија,  којима се обавља прегледао мозга пацијента). 

## Диференцијална дијагноза
Специфична дијагноза се може поставити на основу симптома/клиничких карактеристика које пацијент доживљава.  Диференцијалне дијагнозе укључују:
- Хантингтонова болест
- Лајмска болест
- Вишеструка системска атрофија
- Неуроакантоцитоза
- Хирургија дечјег тортиколиса
- Рамсаи Хунтов синдром
- Стриатонигрална дегенерација
- Туретеов синдром
- Вирусни енцефалитис

## Терапија
Не постоји стандардна процедура лечења за хореју. Лечење зависи од врсте хореје и са њом повезане болести. Иако постоји много лекова којим се овај поремећај може контролисати, специфичан лек још увек није идентификован.
| Облик                          | Терапија |
| ------------------------------ | --- |
| Хантингтонова болест           | Уобичајени третман је допаминергички антагонисти, који лечење у великој мери подржава. Тетрабеназин је једини лек који је одобрила ФДА за лечење хореје повезане са Хантингтоновом болешћу. |
| Сиденхамова хореја             | Халоперидол, карбамазепин и валпроинска киселина. Обично укључује антибиотике и друге лекове за лечење инфекције, након чега следи терапија лековима за спречавање рецидива.                |
| Хореја у трудноћи              | халоперидол, хлорпромазин сам или у комбинацији са дијазепамом, или пимозидом који се такође може користити.                                                                                |
| Вилсонова болест               | Смањење нивоа бакра у телу коришћењем Д-пенициламина, триентин хидрохлорида , тетратиомолибдата и других хелатних агенаса                                                                   |
| Лековима изазвана хореја       | Прилагођавање оптималне дозе лекова. |
| Метаболичке и ендокрине хореје | Лечени у складу са њиховим узроцима. |